# Палац Саадабад

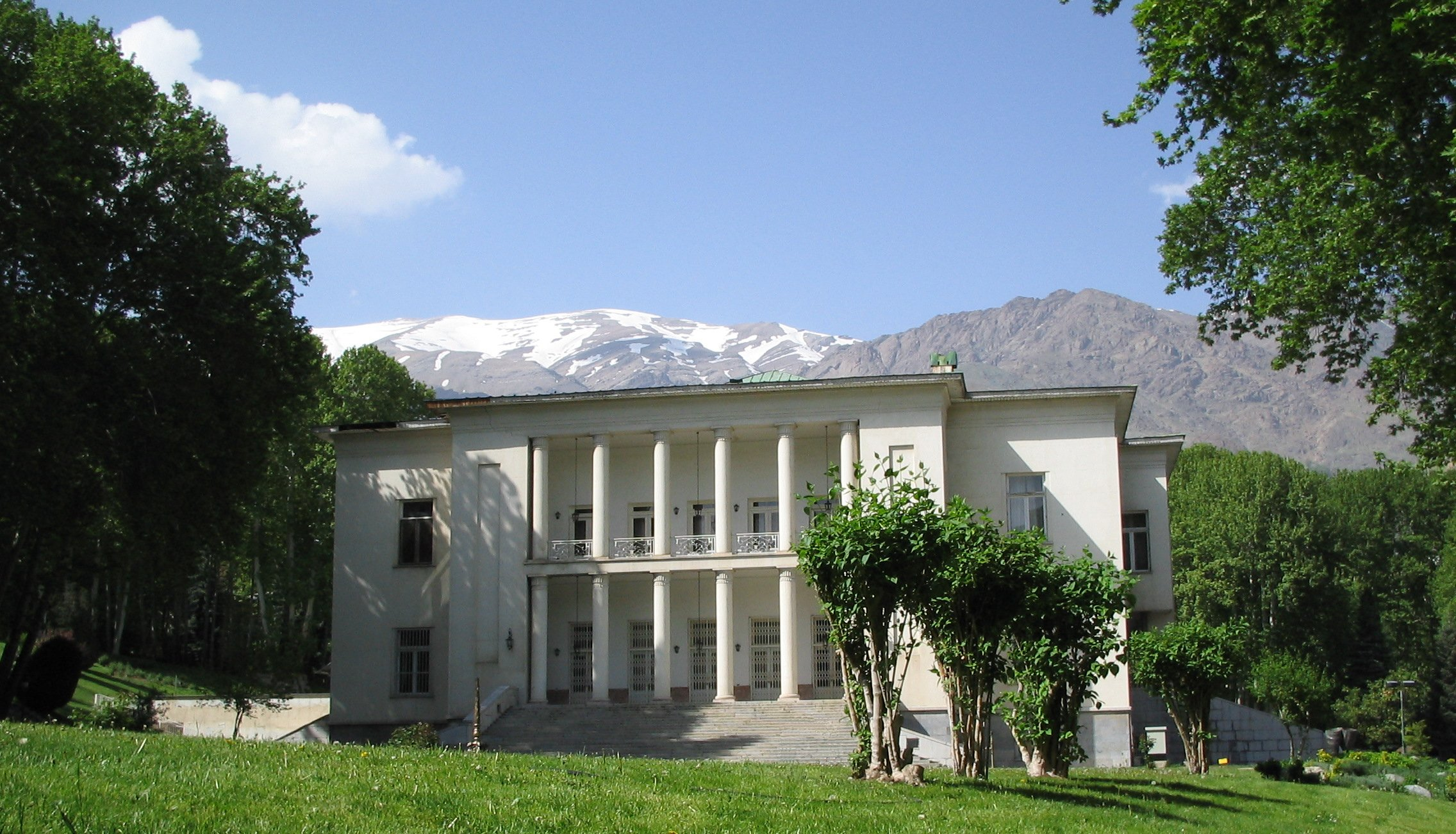
«Білий палац» в Саадабаді з видом на гору Точал

Саадабад — палац, що знаходиться в районі Шеміран Тегерана, поруч з комплексом Ніаваран.

## Історія
Палацовий комплекс побудований при останніх Каджарах на початку XX століття. У 1920-ті тут жив шах Реза Пехлеві. У 1970-ті в Саадабад переїхав його син, Мохаммед Реза Пехлеві.
Комплекс складається з декількох палаців і павільйонів, в деяких з них розміщена Іранська організація культурної спадщини. У палаці Шахрам знаходиться Військовий музей, а в інших павільйонах — Музей води, Музей образотворчих мистецтв, музей Хусейна Бехзада й інші.
Палац Матері Шаха закритий для вільного відвідування і використовується  урядом Ірану як резиденція для глав іноземних держав, які прибувають в Іран з офіційним візитом.
8 липня 1937 в палаці підписано Саадабадський пакт, що офіційно оформив створення Близькосхідної Антанти — політичного блоку чотирьох близькосхідних держав: Афганістану, Іраку, Ірану та Туреччини.
У жовтні 2007 в Саадабаді в рамках Другого Каспійського саміту відбулася зустріч президентів Росії та Ірану Володимира Путіна та Махмуда Ахмадінежада.

## Галерея

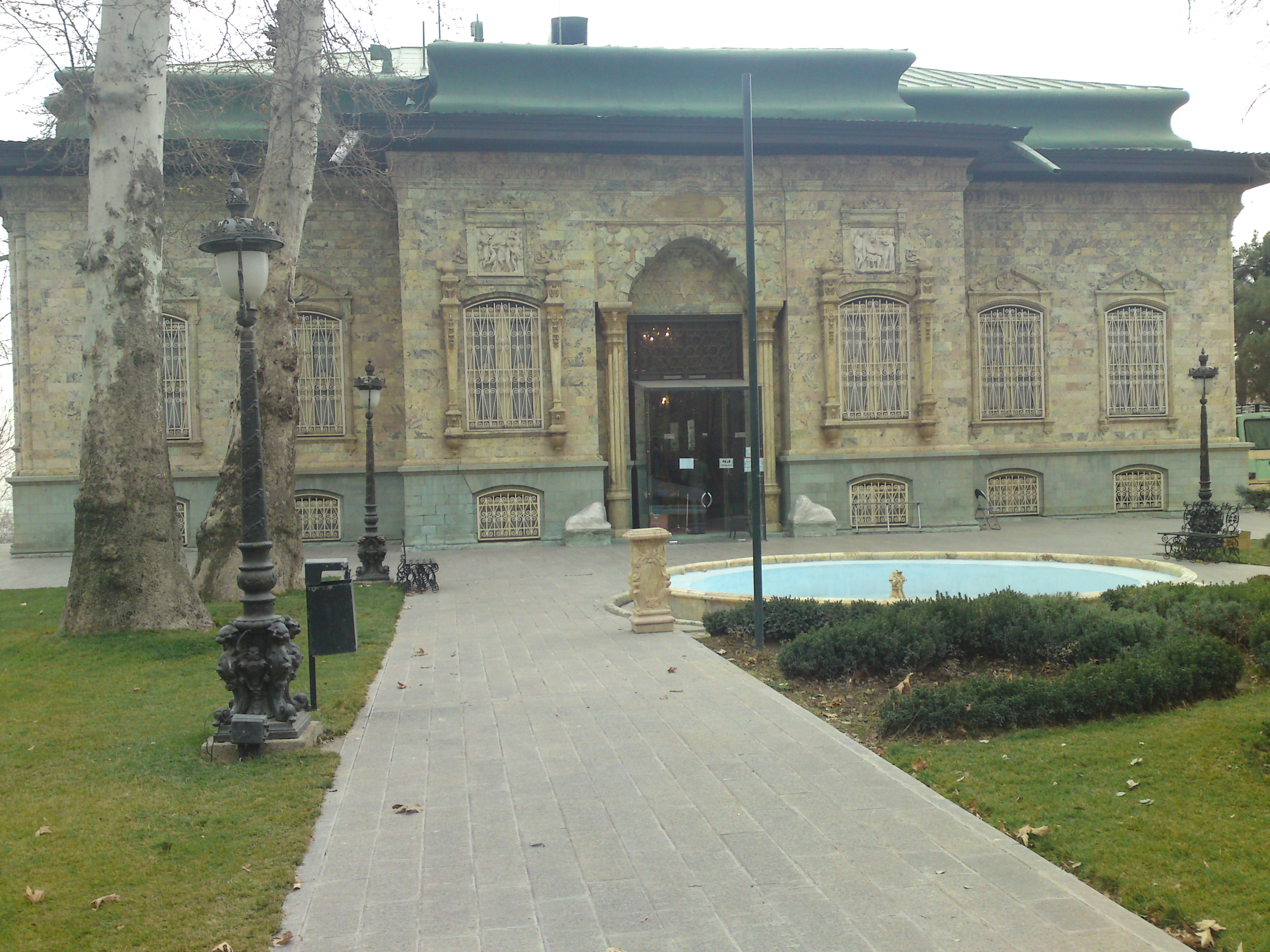
Замок Шахванд (в даний час музей)
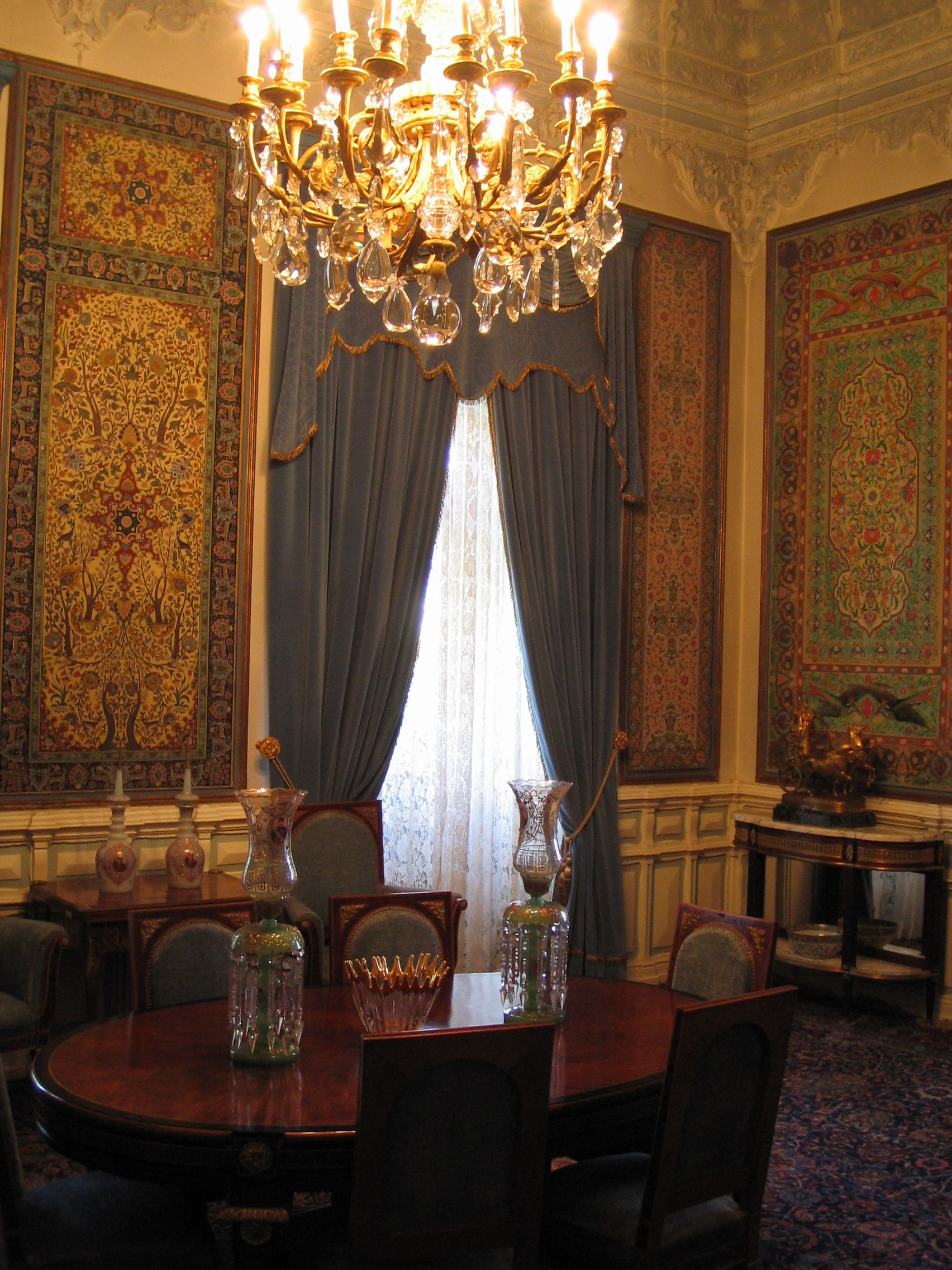
Одна з кімнат палацу
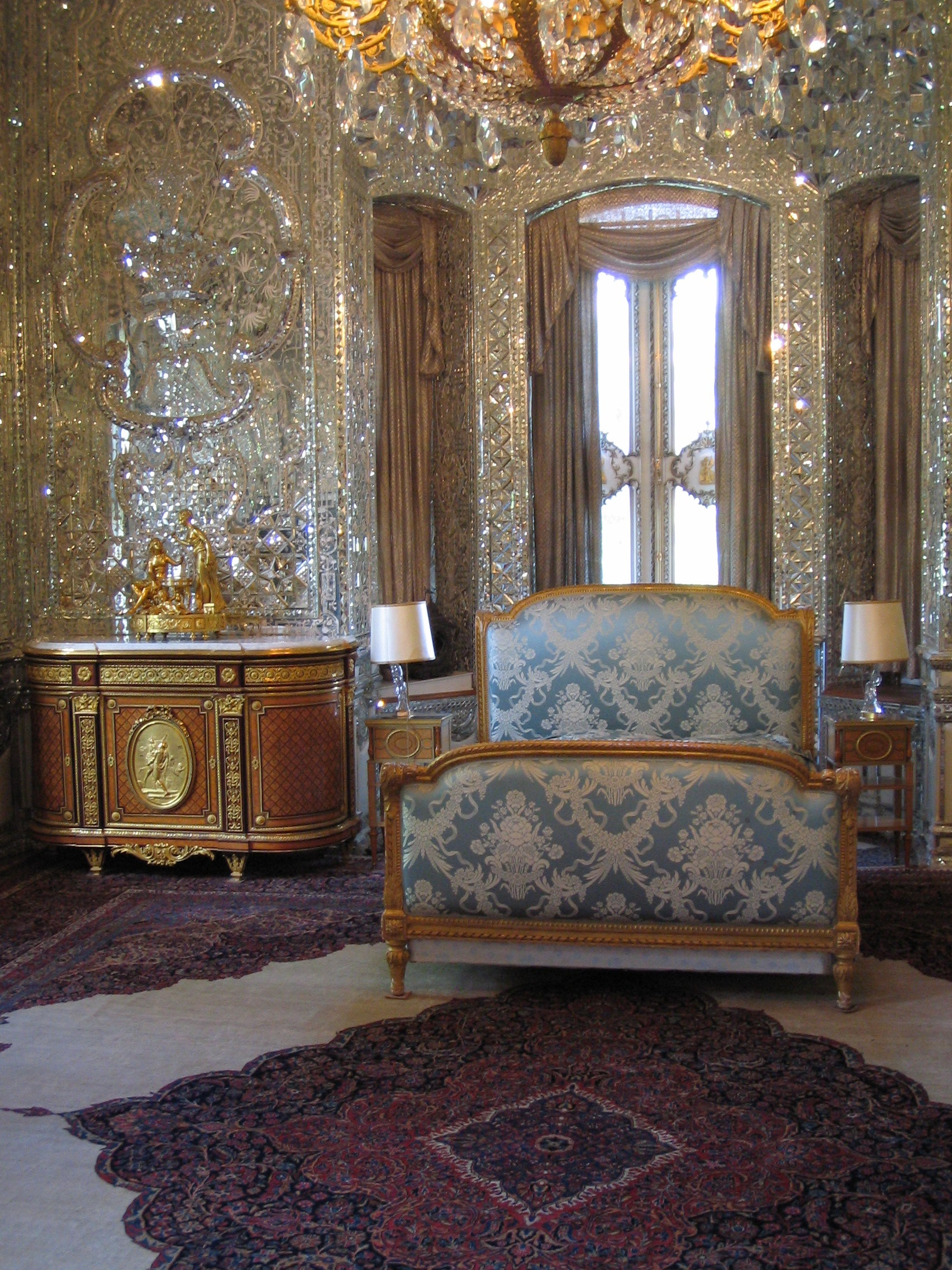
Спальня
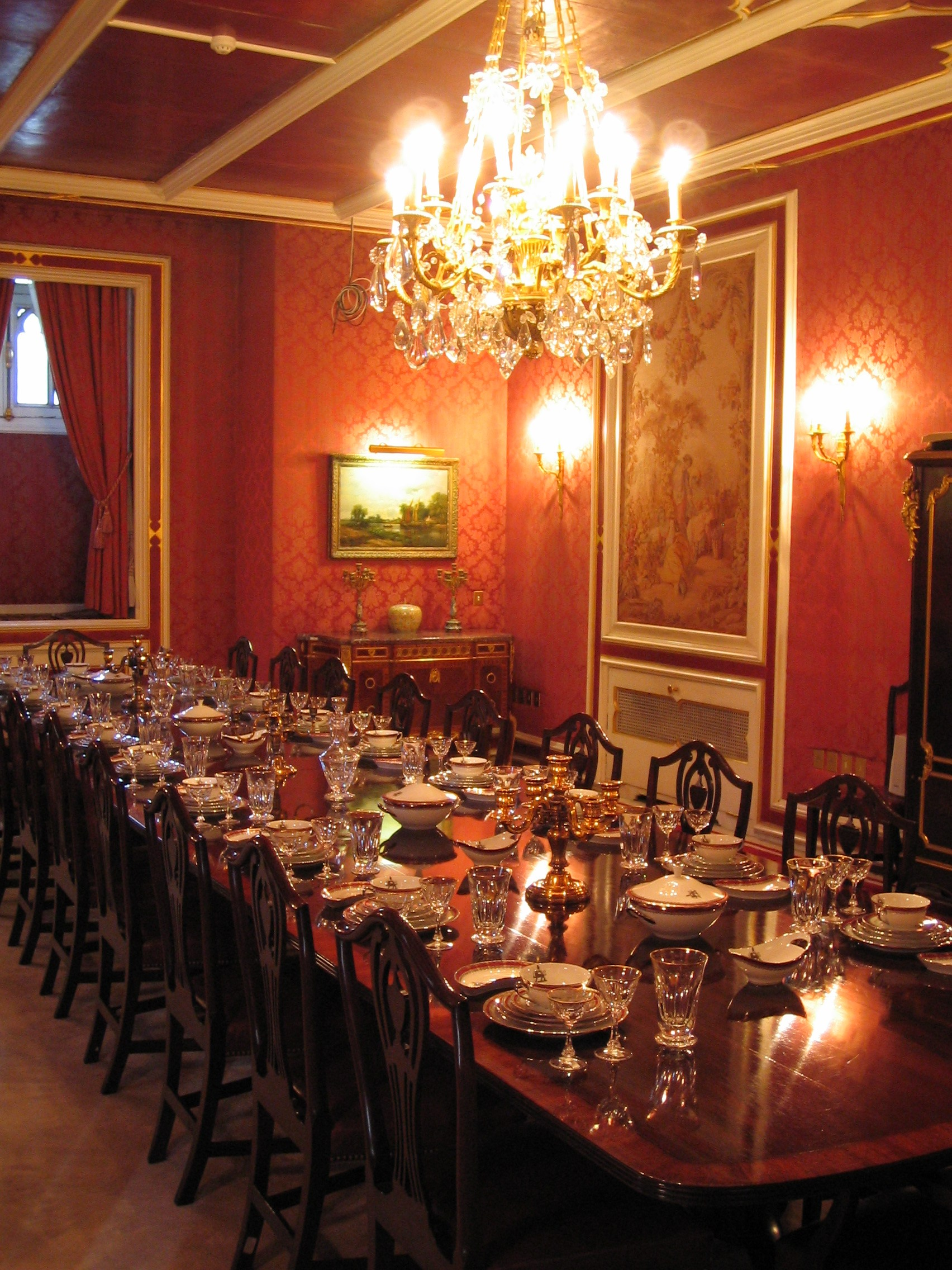
Кімната для урочистих обідів
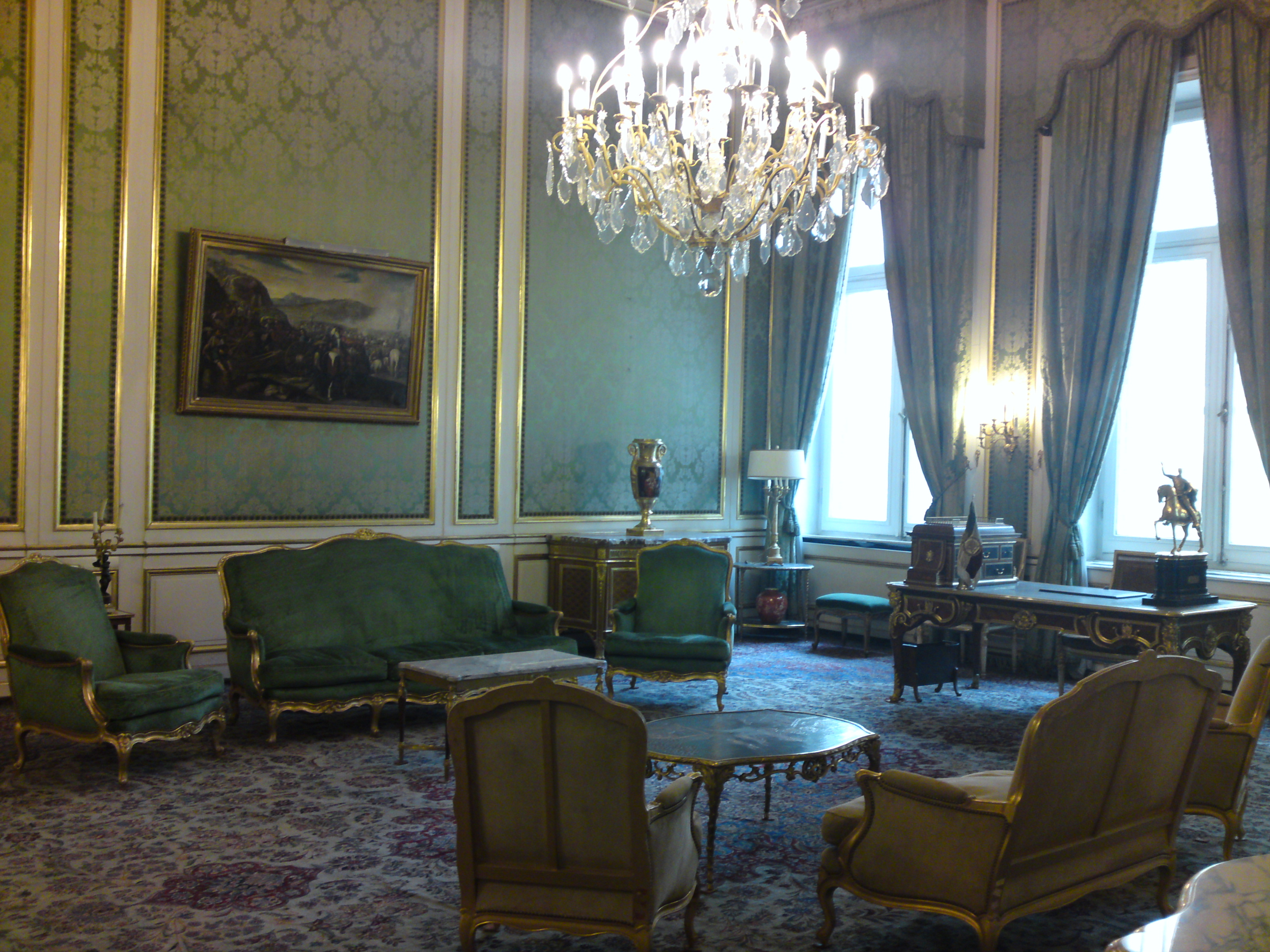
Кімната Фарах Пехлеві в Білому палаці
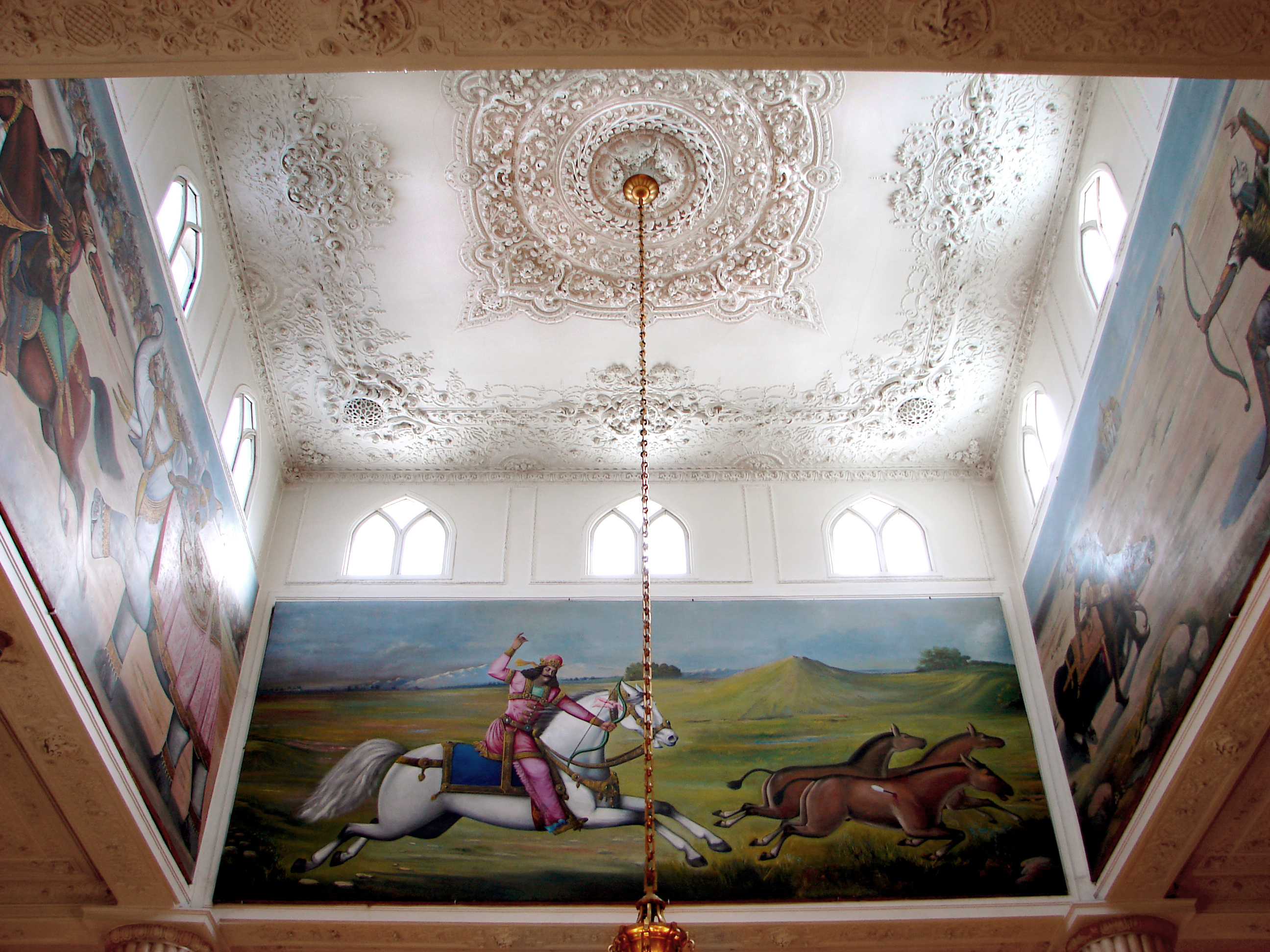
Розпис стелі в Білому палаці
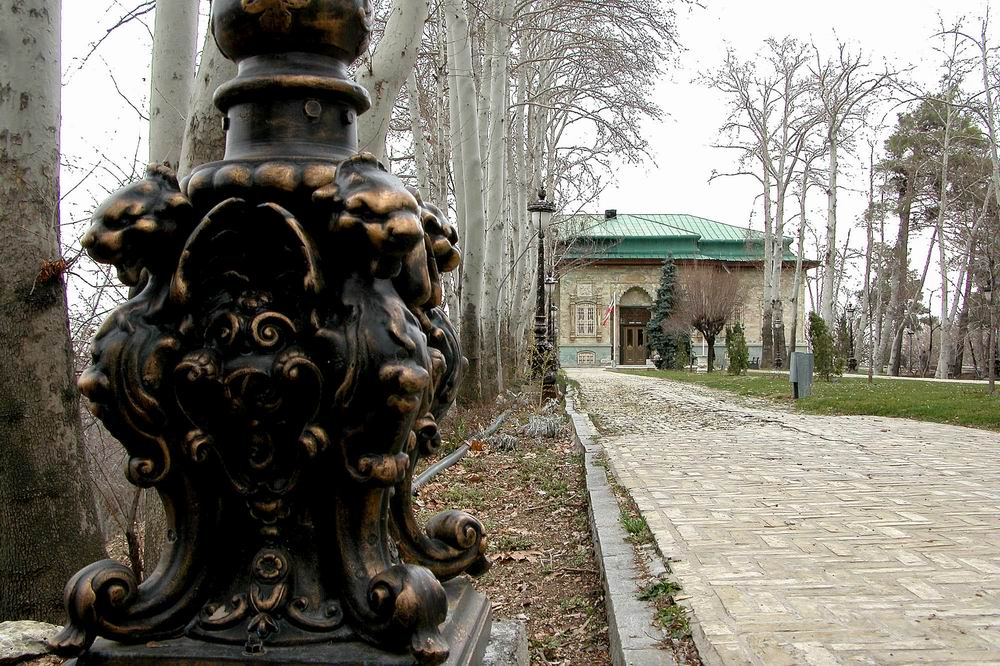
Вид на Зелений музей
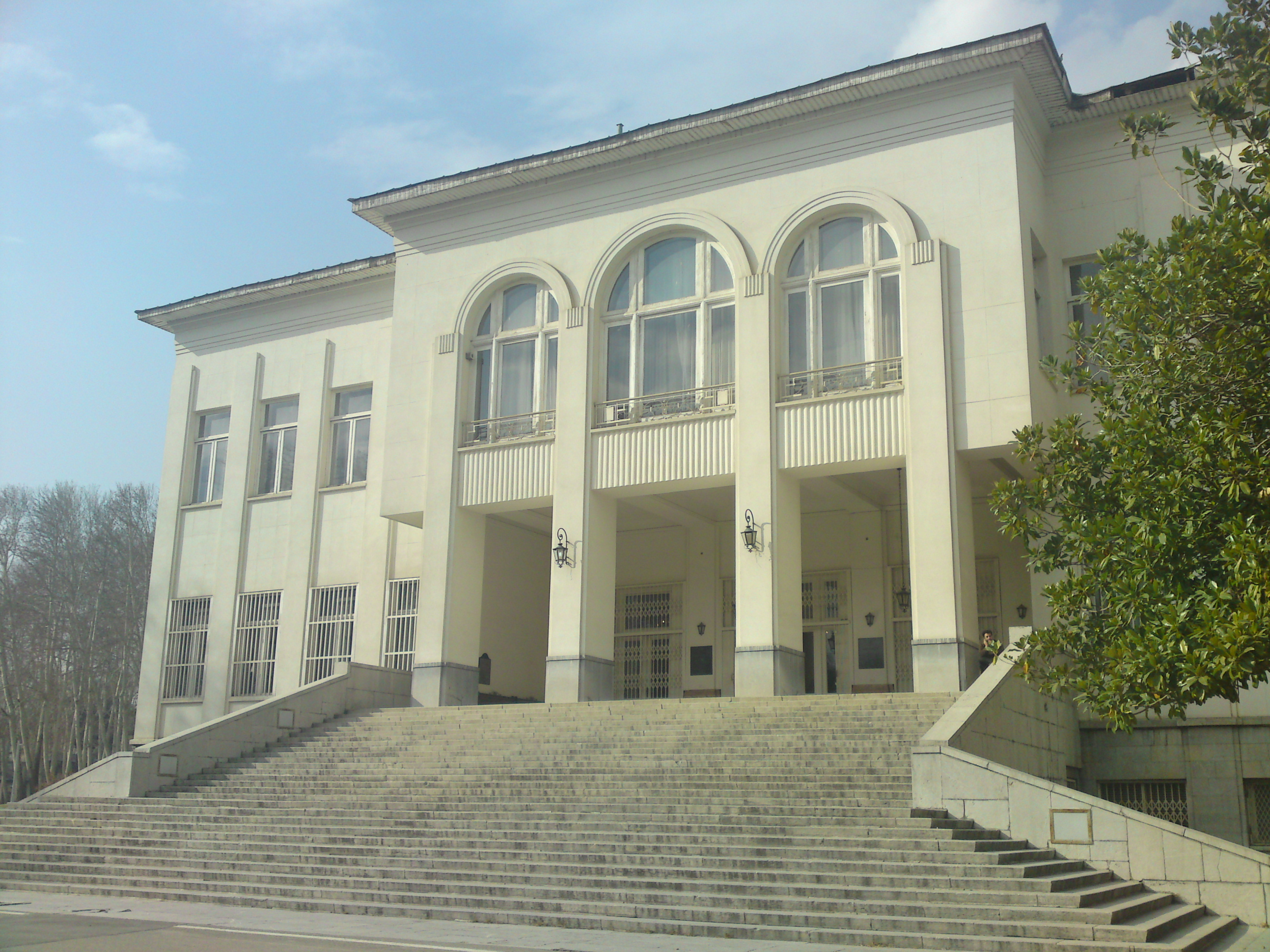
Зовнішній вигляд Білого палацу